# Константиновка (Ніколаєвський район)
Константи́новка (рос. Константиновка) — село у складі Ніколаєвського району Хабаровського краю, Росія. Адміністративний центр Константиновського сільського поселення.

## Населення
Населення — 594 особи (2010; 908 у 2002).
Національний склад (станом на 2002 рік):
- росіяни — 89 %